# Myrsine verrucosa
Myrsine verrucosa är en viveväxtart. Myrsine verrucosa ingår i släktet Myrsine och familjen viveväxter.

## Underarter
Arten delas in i följande underarter:
- M. v. microphylla
- M. v. verrucosa